# Idioma kurdo
El kurdo o curdo (autoglotónimo: Kurdî) es un idioma indoiranio hablado en la región llamada Kurdistán, que incluye poblaciones kurdas en partes de Irán, Irak, Siria y Turquía. Lo hablan entre 25 y 40 millones de personas, aunque los datos no son exactos. Es lengua oficial en Irak, mientras que en Siria su uso está prohibido pues no se permite publicar material en kurdo. Antes de agosto de 2002, el gobierno turco puso restricciones severas al uso del kurdo, prohibiendo la lengua en medios de educación y de difusión. El alfabeto kurdo todavía no es reconocido en Turquía, y el uso de las letras kurdas X, W, Q, las cuales no existen en el alfabeto turco, ha conducido a la persecución judicial en 2000 y 2003. En Irán, aunque se utiliza en los medios y los periódicos locales, no se permite que sea enseñado en las escuelas. Consecuentemente, muchos kurdos iraníes han marchado a Irak, donde pueden estudiar en su idioma materno. Se escribe principalmente en alfabetos árabe y latino (aunque  modificados ambos) mas también se puede escribir el idioma kurdo en cirílico.
La lengua kurda pertenece al subgrupo occidental de los idiomas iranios, pertenecientes a la rama indoirania de la familia indoeuropea. Los idiomas más cercanamente emparentados con el kurdo son el baluchi, el guilakí y el talish, que pertenecen a la rama noroccidental de los idiomas iranios. El idioma persa, perteneciente a la rama sudoccidental, se considera una lengua relacionada también.
Desde un punto de vista genético-lingüístico, el kurdo comparte aproximadamente el 70% de sus palabras con el zazaki, el 65% con el persa y el baluchi y el 34% con el masenderani.

## Clasificación
La lingüística comparativa ha probado que el kurdo es una lengua irania noroccidental que comparte diversas isoglosas con el resto de lenguas de dicho grupo. Al igual que otras lenguas iranias noroccidentales está probablemente relacionada con el idioma hablado por los antiguos medos. Anteriormente a los medos, la región ocupada actualmente por los kurdos estuvo ocupada por hablantes del hurrita, que no es indoeuropeo y sobre el que se conjetura podría estar remotamente relacionado con las lenguas caucásicas nororientales (hipótesis alarodiana). Se supone que este substrato no indoeuropeo ejerció mucha influencia en el kurdo y otros idiomas indoeuropeos del área como el armenio.
El hurrita fue sustituido por las lenguas iranias, hacia el 850 a. C., con la llegada de los medos al Kurdistán. Algunos expertos creen que la influencia del hurrita en el indoiranio noroccidental y el kurdo es más evidente en su estructura ergativa y en su toponimia. Un grupo lingüístico también influyente en el kurdo, pero en menor grado, fue el grupo semítico, especialmente el arameo y el árabe.

## Número de hablantes por país
| País           | Población   | Población hablante de kurdo |
| -------------- | ----------- | --------------------------- |
| Turquía        | 83 215 000  | 14 000                      |
| Irak           | 39 413 000  | 8 500 000                   |
| Irán           | 83 375 000  | 8 200 300                   |
| Siria          | 17 514 000  | 2 000 300                   |
| Alemania       | 83 256 000  | 600 000                     |
| Afganistán     | 32 593 000  | 200 000                     |
| Israel         | 9 151 000   | 200 000                     |
| Azerbaiyán     | 10 062 000  | 150 000                     |
| Francia        | 64 927 000  | 100 000                     |
| Suecia         | 10 340 000  | 85 000                      |
| Líbano         | 6 665 000   | 80 000                      |
| Países Bajos   | 17 384 000  | 70 000                      |
| Rusia          | 146 710 000 | 63 818                      |
| Georgia        | 3 722 000   | 60 000                      |
| Bélgica        | 11 521 000  | 50 000                      |
| Reino Unido    | 67 036 000  | 49 841                      |
| Kazajistán     | 18 638 000  | 46 348                      |
| Armenia        | 2 958 000   | 45 000                      |
| Grecia         | 11 154 000  | 42 000                      |
| Turkmenistán   | 5 980 000   | 40 000                      |
| Jordania       | 10 706 000  | 30 000                      |
| Estados Unidos | 330 641 000 | 20 000                      |
| Australia      | 25 578 000  | 10 000                      |
| Canadá         | 37 802 000  | 6 000                       |
| Japón          | 126 151 000 | 2 000                       |

## Historia
Durante su estancia en Damasco, el historiador Ibn Wahshiyya encontró dos libros sobre agricultura escritos en kurdo, uno sobre el cultivo de la vid y la palmera, y el otro sobre el agua y los medios para encontrarla en terrenos desconocidos. Tradujo ambos del kurdo al árabe a principios del siglo IX d. C..
Entre los primeros textos religiosos kurdos se encuentra el Libro Negro Yazidí, el libro sagrado de la fe yazidí. Se considera que fue escrito en algún momento del siglo XIII d. C. por Hassan bin Adi (nacido en 1195 d. C.), sobrino-nieto del jeque Adi ibn Musafir (fallecido en 1162), el fundador de la fe. Contiene el relato yazidí de la creación del mundo, el origen del hombre, la historia de Adán y Eva y las principales prohibiciones de la fe. Entre los siglos XV y XVII, los poetas y escritores kurdos clásicos desarrollaron un lenguaje literario. Los poetas kurdos clásicos más notables de este periodo fueron Ali Hariri, Ehmedê Xanî, Malaye Jaziri y Feqiye Teyran.
El sacerdote italiano Maurizio Garzoni publicó en Roma, en 1787, la primera gramática del kurdo, titulada Grammatica e Vocabolario della Lingua Kurda, tras dieciocho años de trabajo misionero entre los kurdos de Amadiya. Los estudiosos posteriores dieron a Garzoni el título de Padre de la Kurdología. La lengua kurda estuvo prohibida en gran parte del Kurdistán durante algún tiempo. Tras el golpe de Estado turco de 1980 y hasta 1991, el uso de la lengua kurda fue ilegal en Turquía.

## Subdivisiones

Kurmanyi (Kurmanji, kurdo septentrional)
Sorani (kurdo central)
Kurdo meridional
Zazaki
Áreas dialectales de transición

El kurdo se divide en tres o cuatro grupos, cuyos dialectos no son mutuamente inteligibles sin un bilingüismo adquirido.
- El kurmanji es el grupo dialectal más numeroso y se calcula que lo hablan entre 15 y 20 millones de kurdos en Turquía, Siria, el norte de Irak y el noroeste y noreste de Irán.
- El sorani tendría entre 6 y 7 millones de hablantes distribuidos en gran parte del Kurdistán iraquí y en la provincia iraní del Kurdistán.[16] El sorani es un estándar escrito del kurdo central desarrollado en la década de 1920 (llamado así por el histórico emirato de Soran) y adoptado posteriormente como ortografía estándar del kurdo como lengua oficial de Irak.[17]
- El kurdo meridional (pehlewani) se habla en las provincias iraníes de Kermanshah, Ilam y Lorestán, y en el distrito de Khanaqin, en el este de Irak.[18] El laki y el kordali (palai) se incluyen a menudo en el kurdo meridional,[19] pero tienen algunos rasgos distintivos.[20]

En términos de evolución histórica, el kurmanji está menos modificado que el sorani y el pehlewani tanto en su estructura fonética como morfológica. El grupo sorani se ha visto influido, entre otras cosas, por su mayor proximidad cultural a las otras lenguas habladas por los kurdos de la región, incluida la lengua gorani en partes del Kurdistán iraní y el Kurdistán iraquí.
Philip G. Kreyenbroek, un experto que escribió en 1992, afirma:

Desde 1932, la mayoría de los kurdos utilizan la escritura romana para escribir kurmanji..... El sorani se escribe normalmente en una forma adaptada de la escritura árabe.... Las razones para describir el kurmanji y el sorani como "dialectos" de una misma lengua son su origen común y el hecho de que este uso refleja el sentimiento de identidad étnica y unidad entre los kurdos. Sin embargo, desde un punto de vista lingüístico o al menos gramatical, el kurmanji y el sorani difieren tanto entre sí como el inglés y el alemán, y parece apropiado referirse a ellos como lenguas. Por ejemplo, el sorani no tiene ni género ni mayúsculas, mientras que el kurmanji tiene ambos..... Las diferencias de vocabulario y pronunciación no son tan grandes como entre el alemán y el inglés, pero siguen siendo considerables.
P. G. Kreyenbroek

Según la Encyclopaedia of Islam, aunque el kurdo no es una lengua unificada, sus numerosos dialectos están interrelacionados y al mismo tiempo se distinguen de otras lenguas iranias occidentales. La misma fuente clasifica los distintos dialectos kurdos en dos grupos principales, el septentrional y el central. La realidad es que al hablante medio de kurmanji no le resulta fácil comunicarse con los habitantes de Sulaymaniyah o Halabja.
Algunos estudiosos de la lingüística afirman que el término "kurdo" se ha aplicado extrínsecamente para describir la lengua que hablan los kurdos, mientras que algunos kurdos étnicos han utilizado el término para describir simplemente su etnia y referirse a su lengua como kurmanji, sorani, hewrami, kermanshahi, kalhori o cualquier otro dialecto o lengua que hablen. Algunos historiadores han señalado que sólo recientemente los kurdos que hablan el dialecto sorani han empezado a referirse a su lengua como kurdî, además de a su identidad, lo que traducido significa simplemente kurdo.
La variedad mokriani del sorani se habla mucho en Mokrian. Piranshahr y Mahabad son dos ciudades principales de la zona mokriana.

## Sistema de escritura

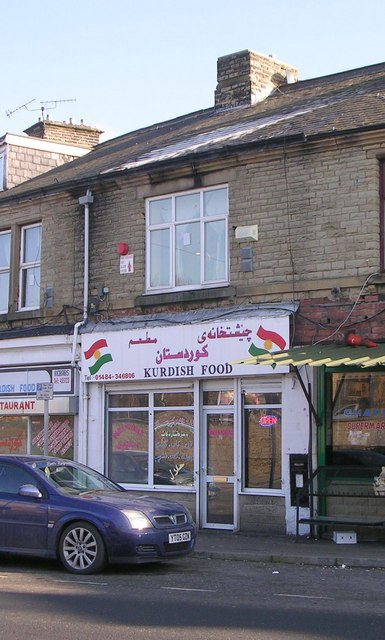
Cartel de un restaurante kurdo en West Yorkshire, Inglaterra, escrito en alfabeto árabe.

La lengua kurda se ha escrito utilizando cuatro sistemas de escritura diferentes. En Irak e Irán se escribe con escritura árabe, compuesta por Sa'id Kaban Sedqi. Más recientemente, en Irak se escribe a veces con alfabeto latino. En Turquía, Siria y Armenia se escribe con alfabeto latino. En Turquía y Siria también se escribió en árabe hasta 1932. Existe una propuesta para un alfabeto kurdo unificado y reconocido internacionalmente basado en ISO-8859-1 llamado Yekgirtú. En la antigua URSS, el kurdo se escribe con alfabeto cirílico. El kurdo se ha escrito incluso con el alfabeto armenio en la Armenia soviética y en el Imperio Otomano (una traducción de los Evangelios en 1857 y de todo el Nuevo Testamento en 1872).

## Producción literaria
La producción literaria en kurdo se limitó sobre todo a la poesía hasta principios del siglo XX, cuando se desarrolló una literatura más general. En la actualidad, los dos principales dialectos escritos del kurdo son el kurmanji y el sorani. El sorani es, junto con el árabe, una de las dos lenguas oficiales de Irak y en los documentos políticos se denomina simplemente "kurdo".

## Represión
En Turquía, hasta el comienzo de la década de 2000, hablar o escuchar música en kurdo podía suponer el encierro en la comisaría de policía.